# Scolecobasidium tropicum
Scolecobasidium tropicum är en svampart som beskrevs av Matsush. 1983. Scolecobasidium tropicum ingår i släktet Scolecobasidium, divisionen sporsäcksvampar och riket svampar.   Inga underarter finns listade i Catalogue of Life.